# Bocanda (departement)
Bocanda är ett departement i Elfenbenskusten. Det ligger i regionen N'zi, i den centrala delen av landet, 100 km öster om huvudstaden Yamoussoukro.